# قطعنامه فلسطین اشغالی

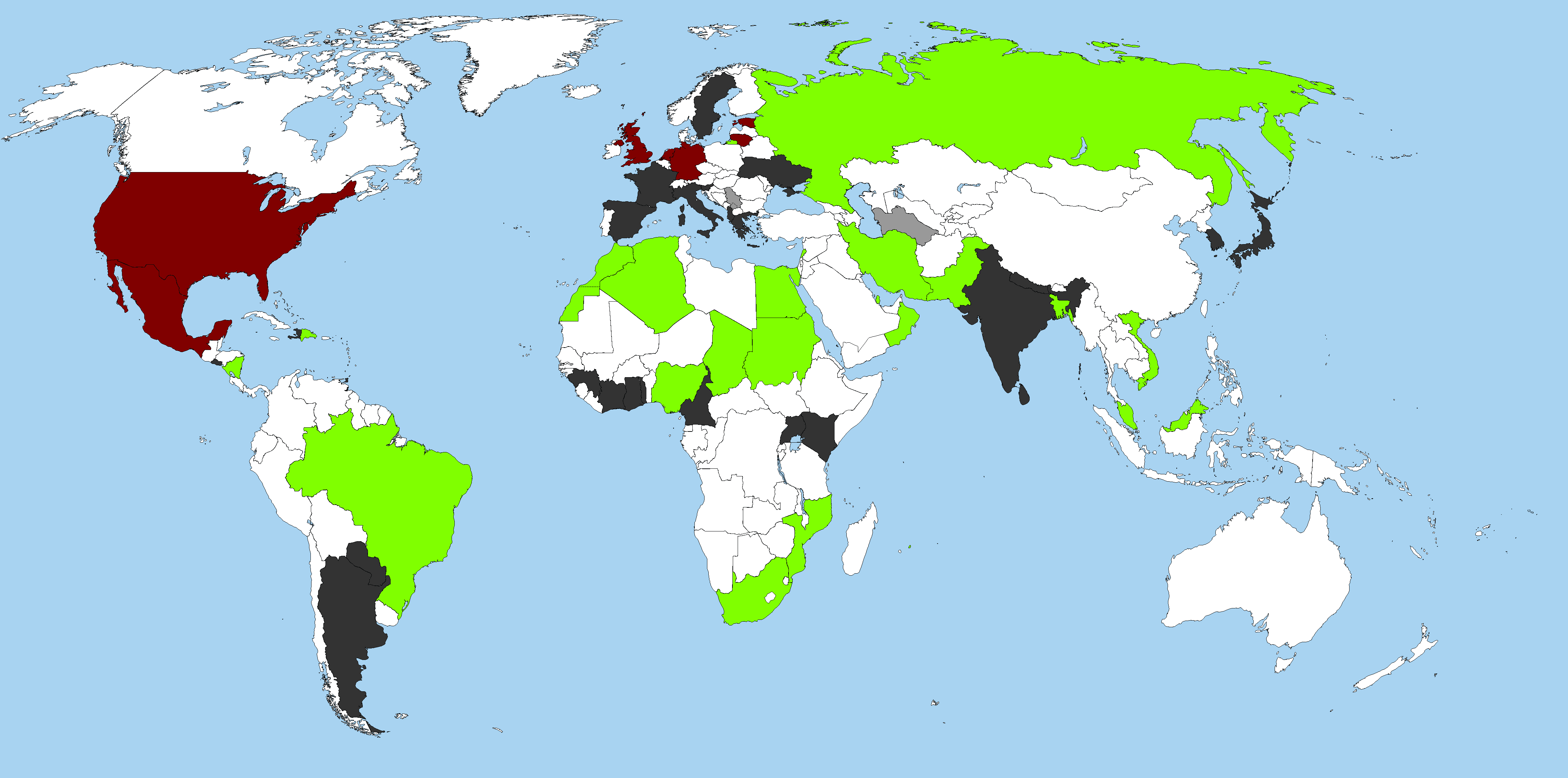
مکزیک در ابتدا از این قطعنامه حمایت کرد، اما پس از آن آن را پس گرفت.

قطعنامه فلسطین اشغالی (به انگلیسی: Occupied Palestine Resolution) نام رایج سند ۲۰۰ EX/۲۵ است که در ۱۳ اکتبر ۲۰۱۶ به تصویب رسید و به‌طور رسمی در ۲۶ اکتبر ۲۰۱۶ به عنوان تصمیم هیئت اجرایی یونسکو به تصویب رسید. این قطعنامه محکومیت رسمی اسرائیل است که از آن به عنوان «این قدرت اشغالگر» یاد می‌شود، به دلیل اجازه دادن به تجاوز علیه مردم فلسطین، و همچنین شکست‌های گذشته در حفاظت از استفاده انحصاری مسلمانان از مکان مقدس ابراهیمی، کوه معبد و کارهای زیربنایی در اورشلیم شرقی این قطعنامه قرار بود در ژوئن ۲۰۱۶ در ترکیه به رای گذاشته شود، اما حمله به فرودگاه آتاتورک در سال ۲۰۱۶ یونسکو را مجبور کرد رای‌گیری را تا زمان برگزاری مجدد برنامه‌ریزی شده خود در پاریس در ماه اکتبر به تعویق بیندازد. این دوره زمانی طولانی باعث شد تا اخباری مبنی‌بر به رأی گذاشتن چنین قطعنامه ای منتشر شود و اسرائیل خشم خود را ابراز کرد. این قطعنامه توسط الجزایر، مصر، لبنان، مراکش، عمان، قطر و سودان ارائه شد و با نسبت ۲۴ به ۶ و ۲۸ رای ممتنع به تصویب رسید. در نهایت شمارش نهایی ۲۳ بر ۷ بود. از جمله کسانی که رای مخالف دادند، آمریکا، آلمان و بریتانیا بودند.
این قطعنامه پس از تصویب آن، به دلیل اتهامات یهودی‌ستیزی، جنجال بین‌المللی کوتاهی را به همراه داشت. اسرائیل اعلام کرد که همکاری خود با یونسکو را بر سر این رای‌گیری تعلیق می‌کند. اسرائیل و آمریکا در سال ۲۰۱۱ پس از پذیرش فلسطینی‌ها به عضویت یونسکو، بودجه خود را به حالت تعلیق درآوردند. در اکتبر ۲۰۱۷، ایالات متحده و اسرائیل خروج خود از یونسکو را با استناد به تعصبات ضد اسرائیلی اعلام کردند که در ۳۱ دسامبر ۲۰۱۸ اعمال شد.

## جنجال
قبل از تصویب قطعنامه، موضوع اصلی مناقشه اصطلاحات استفاده شده در متن برای اشاره به کوه معبد بود. اگرچه بعداً جمله‌ای برای تصدیق «اهمیت شهر قدیم اورشلیم و دیوارهای آن برای سه دین توحیدی» اضافه شد، به مجموعه مقدس بالای تپه در شهر قدیمی اورشلیم فقط با نام مسلمان آن، «الحرام الشریف»، بدون اینکه نام یهودی، Har HaBayit را نیز به رسمیت بشناسد، یا از اصطلاحات خنثی یا فراگیرتر استفاده کند. اگرچه حرم ابراهیمی و آرامگاه راحیل هر دو با نام‌های اسلامی و انگلیسی خود بعداً در سند ذکر شده‌اند، اما هیچ‌یک از این مکان‌ها با نام‌های عبری قدیمی‌ترشان ذکر نشده‌اند، از جمله دیوار ندبه (Kotel HaMaaravi)، که تنها به عنوان پلازا البراق/وسترن وال پلاه است. این امر باعث شد که برخی یونسکو را به انکار پیوندهای یهودی و مسیحی با کوه معبد متهم کنند. بنیامین نتانیاهو، نخست‌وزیر اسرائیل، این سند را گواهی بر عدم تحمل فزاینده یونسکو نسبت به اسرائیل و قوم یهود خواند، این قطعنامه را به انکار ارتباط مصر با اهرام جیزه یا ارتباط چین با دیوار بزرگ چین تشبیه کرد.
این قطعنامه هیچ اشاره صریحی به یهودیان و یهودیت نداشت، بلکه مربوط به اشغال بود، فقط کلمه اشغال ۱۵ بار در متن و کلمه اسرائیل ۴۰ بار و یهودیت یک بار ذکر شده بود. حقوق بین‌الملل بشردوستانه ایجاب می‌کند که قدرت اشغالگر سرزمین اشغالی را به گونه‌ای اداره کند که امکان رشد طبیعی جوامع خود را فراهم کند و به جامعه اشغال‌شده اجازه دهد تا در زمین خود بسازد. متون صریح در مورد مقبول و غیرمجاز به ویژه در مورد کاوش‌ها، آثار باستانی، سرقت‌های فرهنگی و تغییر نام‌های تاریخی است، از این رو یونسکو نام اماکن مقدس اسلامی را مانند قبل از اشغال و چندین قرن ذکر کرده‌است.
این قطعنامه همچنین به عنوان تبلیغات یهودی ستیزانه و ضد صهیونیستی توسط احزاب متعدد محکوم شد و مدعی شدند که تلاش آشکار برای حذف روابط غیراسلامی با اسرائیل و اماکن مقدس آن برای روند صلح بین اسرائیل، فلسطین و جهان عرب به‌طور کلی مضر است. آندرس رومر، نماینده مکزیک در یونسکو، پس از اینکه از حمایت دولت مکزیک از این قطعنامه امتناع کرد، از سمت خود برکنارشد و از سالن خارج شد. (دولت مکزیک بعداً حمایت خود از این قطعنامه را پس گرفت.) این قطعنامه همچنین به دلیل شیطانی جلوه دادن آشکار اسرائیل به شدت مورد انتقاد قرار گرفت، نمونه آن محکومیت اسرائیل برای جلوگیری از ساخت و ساز بیشتر در محوطه کوه معبد به منظور جلوگیری از آسیب، به دنبال امتیازی که توسط وقف اسلامی که بر محوطه سرتپه در سال ۱۹۹۶ نظارت می‌کند، جلوگیری کند. این قطعنامه توسط بان کی‌مون و ایرینا بوکووا، مدیرکل یونسکو محکوم شد و گفت که یهودیت، اسلام و مسیحیت پیوندهای تاریخی روشنی با اورشلیم دارند و «انکار، پنهان کردن یا پاک کردن هر یک از سنت‌های یهودی، مسیحی یا مسلمان، یکپارچگی سایت را تضعیف می‌کند. مسجد الاقصی همچنین کوه معبد است که دیوار غربی آن مقدس‌ترین مکان در یهودیت است». آن همچنین توسط پارلمان چک رد شد و گفت این قطعنامه منعکس‌کننده یک «احساس نفرت‌انگیز ضد اسرائیلی» است، و صدها یهودی ایتالیایی در رم به دلیل رای ممتنع ایتالیا تظاهرات کردند. در ۲۶ اکتبر، یونسکو نسخه بازنگری شده این قطعنامه را تصویب کرد، که همچنین از اسرائیل به دلیل «خودداری مداوم از دسترسی کارشناسان این سازمان به اماکن مقدس اورشلیم برای تعیین وضعیت حفاظتی آنها» انتقاد کرد. علیرغم اینکه پس از اعتراضات اسرائیل به نسخه قبلی، زبان نرم شد، اسرائیل همچنان متن را محکوم کرد. پس از تصویب این قطعنامه، اسرائیل رسماً تمامی روابط خود را با یونسکو قطع کرد.
تصویب قطعنامه ۲۳۳۴ شورای امنیت سازمان ملل متحد، اولین قطعنامه شورای امنیت سازمان ملل که از سال ۲۰۰۹ در مورد اسرائیل و سرزمین‌های فلسطین تصویب شد، و اولین قطعنامه ای بود که از زمان قطعنامه ۴۶۵ در سال ۱۹۸۰، به موضوع شهرک سازی‌های اسرائیلی با چنین ویژگی پرداخته شد، در اواخر دسامبر باعث تشدید جدی درگیری بین اسرائیل و سازمان ملل شد. در حالی که این قطعنامه شامل هیچ گونه تحریم یا اقدام اجباری نبود و بر اساس فصل ششم غیر الزام‌آور منشور ملل متحد به تصویب رسید، روزنامه اسرائیلی هاآرتص اعلام کرد که "ممکن است در میان مدت و بلندمدت "ممکن است پیامدهای جدی برای اسرائیل به‌طور کلی و به‌طور خاص برای شهرک سازی" داشته باشد. نتانیاهو اعلام کرد که کشورهایی که بر خلاف منافع اسرائیل عمل می‌کنند بهای دیپلماتیک و اقتصادی پرداخت خواهند کرد و به وزارت امور خارجه دستور داد در واکنش به تصویب قطعنامه، همه برنامه‌های کمک به سنگال را که برخی از آنها شامل برنامه‌هایی برای کاهش فقر است، لغو کند.